# Burg Sonnenburg (Natters)
Die Sonnenburg  ist eine abgegangene Höhenburg bei Natters nahe Innsbruck. Der Name Sonnenburg (1267 Suneburch, 1319 Suonenburch, 1321 Sunnburch) dürfte sich aus althochdeutsch suona ‚Gericht‘ (vergl. Sühne) herleiten.

## Lage
Die Burg lag auf einem kegelförmigen Hügel im Wipptal südlich des Bergisels auf 744 m ü. A. über der Sill, dort, wo sich heute die Autobahnabfahrt Innsbruck-Süd der Brenner Autobahn befindet.

## Geschichte
Die erste Erwähnung der landesfürstlichen Burg stammt von 1251, als bei der Belagerung der Sunburgk der Brixener Bischof Bruno von Kirchberg eine Urkunde ausfertigte. Die Feste Sonnenburg lässt sich auch um 1280, zur Zeit Meinhard II. von Görz-Tirol, nachweisen. Sie war seinerzeit zu einem Teil im Besitz der Tiroler Landesfürsten, zum anderen Eigenbesitz der Herren von Freundsberg, görz-tirolischer Dienstmannen. Auch 1319 wird von einer Belagerung der Sonnenburg gesprochen, die dann im Namen des Landesfürsten von Heinrich von Aufenstein, Gebhard von Weer und Seyfried von Rottenburg besetzt wurde. In den nachfolgenden Jahren werden neben den Kosten für die Burghut Zahlungen für Reparaturen an den Praepositus von Innsbruck genannt. Die letzten landesfürstlichen Zahlungen für die Burghut gingen im 15. Jahrhundert an die Familie Engelschalk. 1340 wurde Albert, der Bruder von Margarete Maultasch, der gegen den Landesfürsten Johann Heinrich von Luxemburg rebelliert hatte, in der Sonnenburg festgehalten und gefoltert.
1365 wird Sonnenburg zum Gerichtssitz für das Gebiet des heutigen Innsbrucks. Im 13. und 14. Jahrhundert verblieb sie als Sitz des Landgericht Sonnenburgs (das noch lang über die Existenz der Burg hinaus bestand). Außerdem kontrollierte sie die alte Römerstraße über den Brennerpass, die auch im Mittelalter beibehalten wurde. Daneben war sie wohl Urbarverwaltungssitz der Freundsberger. Deren Burghut dürfte bei der ritterlichen Burgmannschaft von Matzen bei Reith ausgeübt worden sein. 1321 verkaufte Bertold von Freundsberg seinen Anteil an Graf Heinrich von Görz-Tirol.

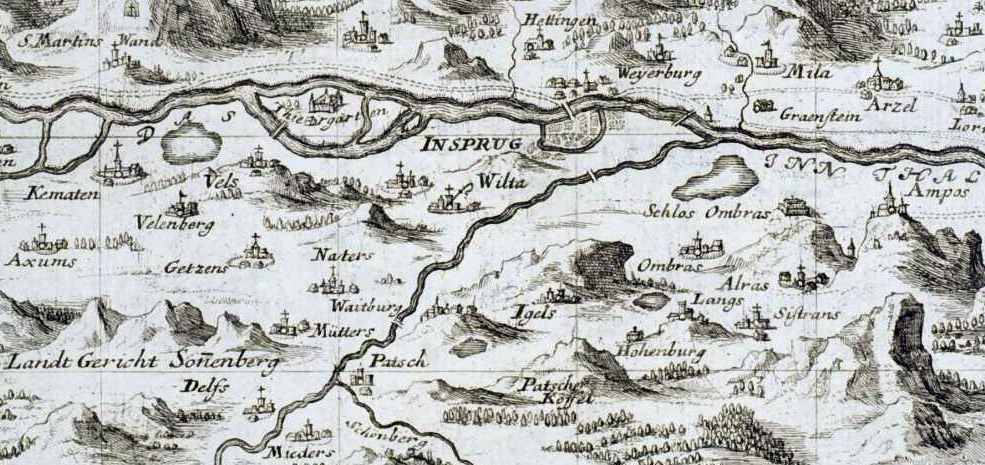
Karte von dem Gerichtsbezirk Sonnenburg

Wie die im Wipptal gegenüberliegende Feste Straßfried wurde auch die Sonnenburg ab dem 16. Jahrhundert dem Verfall preisgegeben, das Landgericht war auf das bessere Schloss Vellenberg bei Götzens übersiedelt.
Letzte Reste der Burg scheinen noch zu Beginn des 19. Jahrhunderts vorhanden gewesen zu sein. Diese Ruinenreste wurden 1960 endgültig zerstört, als für die Brennerautobahn der gesamte ehemalige Burghügel abgetragen wurde. Dabei wurde eine Zisterne freigelegt und abgetragen, die ähnlich einem mittelalterlichen Filtrierbrunnen funktioniert hat. Die Ortslage Sonnenburgerhof (Bahnhaltestelle) erinnert noch an die abgekommene Burg.